# Enigma (Roman)
Enigma (Originaltitel: ENIGMA, 1995) ist ein 1996 in Deutschland erschienener Roman des englischen Schriftstellers Robert Harris. Er erzählt eine fiktive Spionagegeschichte. Diese thematisiert die Entzifferungsarbeit der britischen Codebreaker („Codeknacker“) im englischen Bletchley Park vor dem Hintergrund des U-Boot-Kriegs im Atlantik auf dem Höhepunkt des Zweiten Weltkriegs.

## Handlung
Im Februar 1943 wird der Mathematiker und Kryptoanalytiker Tom Jericho von Cambridge nach Bletchley Park zurückgeholt. Seine Aufgabe ist die Entzifferung der mit der Enigma-Maschine verschlüsselten deutschen Funksprüche. Es stellt sich heraus, dass die Deutschen ihre Verfahrensvorschrift plötzlich geändert haben. Dadurch sind die Briten nicht mehr in der Lage, die deutschen Funksprüche zu brechen, mit deren Hilfe sie bis dahin die Position und den Kurs der deutschen U-Boote ermitteln konnten. Die aus Amerika kommenden Nachschubkonvois, die gerade unterwegs nach Europa sind, befinden sich dadurch in höchster Gefahr, da sie nicht mehr in der Lage sind, den U-Boot-Rudeln auszuweichen.
Gleichzeitig verschwindet Toms Ex-Freundin Claire Romilly auf mysteriöse Weise und wird verdächtigt, eine Spionin zu sein. Zusammen mit Hester Wallace, ihrer Freundin, Mitbewohnerin und Kollegin, versucht Jericho ihr Verschwinden aufzudecken. Sie stoßen schließlich bei ihren Nachforschungen darauf, dass Claire Enigma-Funksprüche gestohlen hatte, aus denen hervorging, dass die deutsche Wehrmacht die Spuren des von der Roten Armee verübten Massakers von Katyn gefunden hatte. Dies ist eine extrem brisante Information, die auf jeden Fall vor der britischen Öffentlichkeit geheim gehalten werden muss, um die verbündete Sowjetunion nicht in Misskredit zu bringen.
Diese Erkenntnis führt Tom allerdings auf die Spur des Verräters in den eigenen Reihen. Es ist Pukowski, ein polnischer Kollege Jerichos, dessen Vater bei dem Massaker ermordet wurde und der daher die Sowjets hasst. Pukowski beabsichtigt sich zu rächen, indem er das „Enigma-Geheimnis“, also die britische Fähigkeit zum Bruch der Enigma, an die Deutschen, als den Feind seines Feindes, verrät und so den Sowjets schadet. Dies wird im letzten Moment verhindert. Pukowski wird auf der Flucht erschossen und Tom angeschossen. Er findet schließlich heraus, dass Claire in Wahrheit eine Agentin ist und noch lebt.

## Zitat
„Ganz gleich, wie hoffnungslos die Situation war, die Regel lautete immer: Unternimm etwas. Kein Kryptogramm, pflegte Alan Turing zu sagen, ist je durch bloßes Anstarren entschlüsselt worden.“

## Film
Der Roman wurde im Jahr 2001 unter der Regie von Michael Apted verfilmt.

## Veröffentlichungen
Die Originalausgabe erschien 1995 im Verlag Random House, London/New York, wobei die Rechte bei Robert Harris liegen.
- Robert Harris: Enigma. Aus dem Englischen übersetzt von Christel Wiemken. Heyne, München 1996, ISBN 978-3-453-11593-4.